# Futbol Club Ascó
El Futbol Club Ascó és un club de futbol de la ciutat d'Ascó (Ribera d'Ebre). Actualment juga al campionat de la Tercera Divisió, grup cinquè.

## Història
L'any 1941 es funda el primer Club de Futbol a Ascó, amb la denominació de Joventut Deportiva Ascó. Van ser anys difícils per la manca d'instal·lacions i per la situació econòmica de l'època. El primer camp de joc estava situat al Barranc de la Peixera i era un camp sense vestidors. La Joventut Deportiva Ascó va tenir diversos equips de futbol base i amateurs, arribant a estar set temporades en la categoria de Regional Preferent.
L'any 2004 es funda el Club Esportiu Ascó-Escola de Futbol, amb 50 jugadors del futbol base i un equip a Tercera Regional, que posteriorment va pujar fins a Primera Regional
Durant 5 anys van conviure tots dos clubs, fins que l'any 2009 es produeix la fusió entre la Joventut Deportiva Ascó i el Club Esportiu Ascó-Escola de Futbol. Fruit d'aquesta fusió, neix el nou club amb la denominació de Club Futbol Joventut Esportiva Ascó - Escola de Futbol, i amb aquest fet, s'unificava el futbol local de forma definitiva.
L'any 2010 es produeix la fusió entre el Club Futbol Joventut Esportiva Ascó-Escola de Futbol i el Futbol Club Benavent, de la província de Lleida, i neix l'actual club amb la denominació de Futbol Club Ascó, assolint la categoria de Tercera Divisió Nacional amb el seu primer equip, i amb 8 equips més de futbol base i 2 equips de futbol sala masculí i femení, amb un total de 200 jugadors.
L'any 2011, l'equip milita a Primera Catalana després del descens de la temporada anterior. Es crea, així mateix, un altre equip amateur, el Quarta Catalana, i el creixement del Futbol Base amb 9 equips, i els 2 equips de Futbol Sala Masculí i Femení, amb un total de 225 jugadors i 13 equips.
En la temporada següent, el primer equip dirigit per Miguel Rubio i German Inglés aconsegueix el campionat de Lliga de Primera Catalana, el campionat de Catalunya de Futbol Amateur i el retorn a Tercera Divisió estatal després de dues temporades en la màxima categoria territorial del futbol català. A banda d'això, s'estrena la gespa artificial del camp annex al Municipal d'Ascó on des de llavors disputa tots els seus partits el futbol base.
En les temporades 2012-13 i 2013-14, l'Ascó seria l'autèntica revelació de la Tercera Divisió. En la temporada després de l'ascens el conjunt asconenc, després de passar gran part del campionat en els 4 primers llocs de la classificació i arribar a liderar-la en solitari per primer cop en la seva història, es va quedar a les portes de disputar el seu primer Play-Off d'ascens a Segona B tot i aconseguir 68 punts, que van servir per ser 6è en la classificació.
Una temporada després, la 2014-15, el conjunt dirigit per Miguel Rubio i German Inglés s'alçaria amb el campionat de Lliga de Tercera Divisió per primer cop en la seva curta història i disputava dues eliminatòries del Play-Off d'ascens a Segona B contra el Jumilla i el Logroñés, omplint de gom a gom la grada del Municipal que fou batejada com la Marea Verda.

## Temporades
Contant la temporada 2020-21, el club ha militat 7 temporades a Tercera Divisió i 4 a Primera Catalana.
| - 2010-11: Tercera Divisió 19è - 2011-12: 1ª Catalana - 2012-13: 1ª Catalana 1r |  | - 2013-14: Tercera Divisió 6è - 2014-15: Tercera Divisió 1r - 2015-16: Tercera Divisió 11è |  | - 2016-17: Tercera Divisió 6è - 2017-18: Tercera Divisió 7è - 2018-19: Tercera Divisió 20è |  | - 2019-20: 1ª Catalana 9è - 2020-21: 1ª Catalana - |  |  |

## Palmarès
- 1 campionat de Catalunya amateur Primera Catalana: 2012-13
- 1 campionat de Tercera Divisió: 2014-15